# Radianthus malu
Radianthus malu is een zeeanemonensoort uit de familie Stoichactidae.
Radianthus malu is voor het eerst wetenschappelijk beschreven door Haddon & Shackleton in 1893.